# Justin Meram
Justin Meram (en árabe:جستن حكمت عزيز ميرام; Municipio de Shelby, Michigan, Estados Unidos, 4 de diciembre de 1988) es un futbolista estadounidense de origen irakí. Juega como delantero en el Michigan Stars F. C. de la NISA. Es internacional por la selección de Irak desde 2014.

## Trayectoria

### Carrera universitaria
Meram asistió a la Eisenhower High School de Michigan, antes de ir a jugar dos años en el Yavapai Roughriders de Arizona. Meram destacó en Yavapai, liderando a su equipo esos dos años en el Campeonato Nacional NJCAA, ganando en 2008 el premio a jugador del año, siendo nombrado  NSCAA y NJCAA All-American, ganando el ACCAC de la conferencia del Año, y siendo nombrado MVP tanto a los torneos nacionales y regionales durante la temporada de 2007. Se trasladó al Michigan Wolverines en 2009. Terminó su carrera universitaria con 24 goles y 14 asistencias en 41 partidos para los Wolverines.
Durante sus años universitarios en Arizona Meram también jugó con el Arizona Sahuaros, tanto en la United States Adult Soccer Association como en la National Premier Soccer League.

### Columbus Crew SC
El 14 de enero de 2011, Meram fue seleccionado por el Columbus Crew SC en el SuperDraft de la MLS 2011. Debutó con el primer equipo el 22 de febrero ante Real Salt Lake en la Liga de Campeones de la CONCACAF.
Poco a poco se afianzó en el equipo, y ya en 2014 ganó un lugar de titular, esa temporada registró ocho goles y cuatro asistencias.
Se fue del Columbus al término de la temporada 2017.

### Orlando City
El 29 de enero de 2018, el Orlando City adquirió al delantero a cambio de 1,05 millones de $. Debutó en el encuentro inaugural de la temporada ante el D.C. United, y el 4 de marzo anotó al Atlanta United su primer gol en su nuevo club.
Regresó al Columbus Crew a mediados de la temporada.

### Atlanta United
El 7 de mayo de 2019, Meram se unió al entonces campeón de la MLS, el Atlanta United, a cambio de 100 000 $ y la selección de la segunda ronda del SuperDraft. En enero de 2020 anunció que no seguiría en el club.

### Real Salt Lake
El 11 de febrero de 2020 se hizo oficial su fichaje por Real Salt Lake.

### Charlotte FC
El 24 de abril de 2023 se hizo oficial su fichaje por Charlotte FC, a cambio de 182 000 $.

## Selección nacional
A pesar de nunca haber estados en su país de origen, en 2013 Meram comenzó un proceso que duró dos años para obtener la ciudadanía iraquí, todo esto se originó cuando el reclutador Yousif Al-khafajy contactó al delantero mientras buscaba nuevos talentos para la selección de Irak.
Debutó con Irak en 2014 ante Kuwait.

## Clubes
| Club                 | País           | Año       |
| -------------------- | -------------- | --------- |
| Yavapai Roughriders  | Estados Unidos | 2007-2008 |
| Sporting Arizona FC  | Estados Unidos | 2008      |
| Michigan Wolverines  | Estados Unidos | 2009-2011 |
| Columbus Crew        | Estados Unidos | 2011-2017 |
| Orlando City SC      | Estados Unidos | 2017-2018 |
| Columbus Crew        | Estados Unidos | 2018-2019 |
| Atlanta United FC    | Estados Unidos | 2019      |
| Real Salt Lake       | Estados Unidos | 2020-2023 |
| Charlotte FC         | Estados Unidos | 2023      |
| Michigan Stars F. C. | Estados Unidos | 2024-     |

## Palmarés

### Títulos nacionales
| Título                   | Club           | País           | Año  |
| ------------------------ | -------------- | -------------- | ---- |
| Campeones Cup            | Atlanta United | Estados Unidos | 2019 |
| Lamar Hunt U.S. Open Cup | Atlanta United | Estados Unidos | 2019 |

## Vida personal
Justin es el menor de cuatro hermanos. Sus padres son étnicamente caldeanos (Iglesia católica caldea) del distrito Tel Kaif, en Mosul, quienes migraron a Detroit, Estados Unidos. Su padre migró en 1967 y su madre en 1975. El nombre en el pasaporte iraquí del jugador es Justin Hikmat Aziz (su primer nombre, el nombre de su padre y el nombre de su abuelo).
Su compañero en el Columbus Crew, el argentino Gastón Sauro, definió al iraquí como: "Es un pibe muy divertido, con mucho sentido del humor. Es familiero y una gran persona. Como futbolista tiene uno contra uno, desequilibra y es habilidoso. Juega sobre izquierda y le gusta meterse para adentro y patear. Es muy importante para nosotros acá en el equipo".